# 1947
1947 (MCMXLVII) var ett normalår som började en onsdag i den gregorianska kalendern.

## Händelser

### Januari
- 1 januari

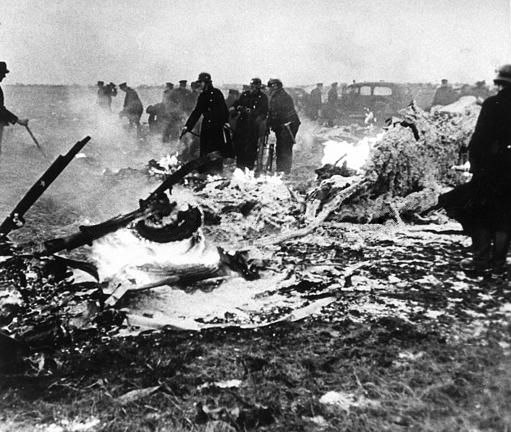
Flygolyckan på Kastrup

  - De amerikanska och brittiska ockupationszonerna i Tyskland slås ihop till en ekonomisk enhet.[1]
  - Gruvorna i Storbritannien nationaliseras.
  - I Danmark byter Husassistenternas Fagforbund, som arbetar för att förbättra tjänstekvinnornas arbetsförhållanden, namn till Husligt Arbejderforbund efter beslut föregående år [2].
  - Källskatt och personnummer införs i Sverige. Personnumren införs för att källskatten skall kunna dras direkt från lönen [3].
  - I Sverige blir Sävsjö och Kramfors städer.
- 3 januari – De första nylonstrumporna kommer till Sverige med flyg från New York.[1]
- 10 januari
  - Poliovirus isoleras vid Stanford University.
  - FN övertar kontrollen av det Fria territoriet Trieste.
- 15 januari – Socialisten Vincent Auriol väljs till fjärde franska republikens första president [1].
- 16 januari – Vincent Auriol installeras som Frankrikes president.
- 26 januari – Sveriges arvprins Gustaf Adolf omkommer vid en flygolycka på Kastrup utanför Köpenhamn [1], strax efter att flygplanet startat igen efter mellanlandning i Danmark [4].
- 31 januari – Det avslöjas att den svenska Säkerhetspolisen under andra världskriget samarbetat med Gestapo.[3] Bland annat har de skickat tillbaka tyska flyktingar till Tyskland och svenska kommunister har rapporterats till tyska myndigheter.[4].

### Februari
- 6 februari

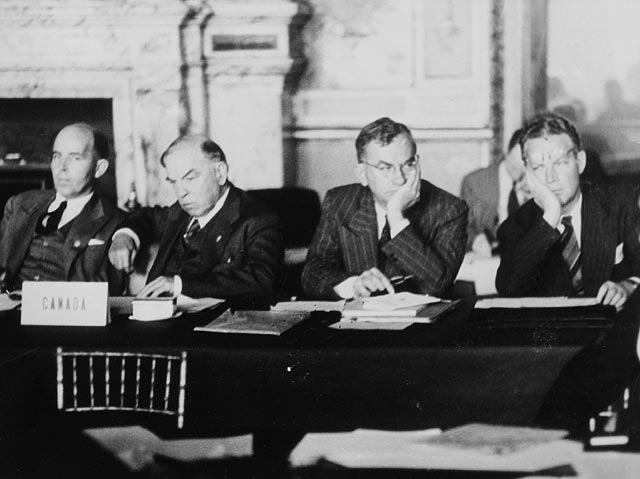
Parisfreden.

  - Långhalsenmeteoritens nedslag, ett av få bevittnade meteoritnedslag i Sverige
- 10 februari
  - Fredsförhandlingar i Paris avslutas mellan de allierade och Italien, Ungern, Rumänien, Finland samt Bulgarien, varvid Italien avträder större delen av halvön Istrien till Jugoslavien [5].
  - De första skolpsykologerna i Sverige börjar utbildas [3].
- 12 februari
  - En meteorit med en uppskattad massa av nära 900 ton träffar jorden i östra Sibirien cirka 440 km norr om Vladivostok.
  - Klädskaparen Christian Dior presenterar sitt nya modekollektion i Paris [1].
- 25 februari – De allierade segrarmakterna i andra världskriget förklarar formellt Preussen upplöst.

### Mars
- 1 mars – Internationella valutafonden (IMF) börjar sin verksamhet.
- 10 mars – Det första svenska jetflygplanet provflygs [6].
- 12 mars – USA:s president Harry S. Truman lovar att hjälpa demokratier som hotas av kommunismen, främst Grekland och Turkiet [6].
- 15 mars – Allmänt importförbud utfärdas i Sverige för att stoppa valutaflödet [3]. Man återinför ransonering av kaffe, te och kakao [5]. Man inför också bilaterala handelsavtal. Byggnadsregleringen och investeringskontrollen skärps och priskontrollen utökas.
- 28 mars – På den filippinska ön Corregidor exploderar en av japansk trupp iordningställd fälla med sprängladdning, som dödar 28 människor.
- 29 mars – Vulkanen Hekla på Island får ett utbrott för första gången på 100 år [1]. Askan når Sverige [7].

### April
- 9 april – Professorn och nationalekonomen Karin Kock blir konsultativt statsråd och därmed Sveriges första kvinnliga statsråd [1], hennes ansvarsområde blir ekonomiska frågor, sedan 1945 är hon professor i nationalekonomi [4].
- 11 april – Gunnar Sträng blir svensk folkhushållningsminister.
- 16 april
  - Rudolf Höss, kommendant i Auschwitz och tysk SS-officer som dömdes för brott mot mänskligheten avrättas genom hängning i Auschwitz.
  - Ett franskt fartyg lastat med ammoniumnitrat exploderar i hamnen i Texas City varvid 550 personer omkommer och 300 skadas [8].
- 19 april – En ung konstnärsgrupp, 1947 års män, med bland andra Olle Bonniér, Lage Lindell och Karl Axel Pehrson, framträder [3] på Galleri Färg och Form i Stockholm, där utställningen "Ung konst" hålls. Även Lennart Rodhe finns med [4].
- 20 april – Vid Kristian X:s död efterträds han som kung av Danmark av sin son Fredrik IX.[1]
- 28 april – Kon-Tiki-expeditionen, med bland andra Thor Heyerdahl och Bengt Danielsson, avseglar från Callao i Peru [6].

### Maj
- Maj – Franske modeskaparen Christian Dior slår igenom med "New Look" med kjol till ankeln och smal midja [6].
- 3 maj – Kejsardömet Japan blir Staten Japan [9]
- 9 maj – Penicillin börjar säljas på svenska apotek mot recept.
- 29 maj – Ungerns regeringschef Ferenc Nagy från småbrukarpartiet tvingas bort av kommunisterna [1].

### Juni

Burma självständigt.

- 1 juni – Flyguppvisningar vid Bromma flygplats håller på att sluta i katastrof [10].
- 5 juni – USA:s utrikesminister George Marshall lägger fram Marshallplanen för hjälp till Europas länder efter andra världskriget [1].
- 11 juni – SAAB:s första personbil, Saab 92, visas [3].
- 16 juni – Burma blir självständigt.
- 18 juni – Örebroutställningen 1947 – Mot ljusare tider, invigdes av Prins Bertil.
- 28 juni – AMS inrättas i Sverige och arbetsförmedlingarna förstatligas [1]. AMS blir från 1948 en statlig myndighet som skall se till att den svenska arbetsmarknadspolitiken genomförs.
- 29 juni – Den högsta lufttemperaturen i Sverige, 38 grader, uppmäts för andra gången, denna gång i Målilla [11].
- 30 juni – Efter förhandlingar med italienska myndigheter kommer från Italien de första utländska arbetskraftsinvandrarna till Sverige, där det råder brist på arbetskraft [3]. Först kommer 25 arbetare från Turin, tänkta att följas av ytterligare hundra kvalificerade arbetare [4], totalt 500 [6].

### Juli
- 1 juli
  - Det svenska inrikesdepartementet börjar sin verksamhet. Man övertar frågor från socialdepartementet om hälso- och sjukvård. Departementet får också hand om frågor rörande länsstyrelserna, polisväsendet, primär- och landstingskommuner samt civilförsvaret.
  - Det nya svenska sjöräddningssystemet, där televerkets kuststationer är alarm- och koordineringsstationer med anropet "sjöräddning", tas i bruk.
- 2 juli – Vid överläggningar i Paris förklarar Vjatjeslav Molotov att Marshallplanen inte är något för östblocket [1], då han menar att det kan leda till beroende och minskad suveränitet för mottagarna [1].
- 5 juli – Flera personer påstår sig ha sett flygande tefat som kraschat i New Mexico [6].
- 15 juli
  - Den svenska riksdagen beslutar att införa allmänt, skattefritt barnbidrag [3] för barn upp till 16 år [4]. Det blir 260 kronor per barn och år [6], som ej är inkomstprövat. De allmänna avdragen för barn i skattesystemet avskaffas, medan 1937 års barnbidrag (för faderlösa och förtidspensionärers barn) behålls som "särskilda barnbidrag".
  - Den svenska riksdagen beslutar att avskaffa den tillfälliga omsättningsskatten, omsen [12].
- 17 juli – Enligt ryska myndigheter dör den svenske diplomaten Raoul Wallenberg i Lubjankafängelset denna dag.
- 23 juli – Enligt ryska myndigheter förhörs den svenske diplomaten Raoul Wallenberg i Lubjankafängelset denna dag.
- 23 juli – I barnbyn Skå utanför Stockholm börjar den redan i förväg omdebatterade verksamheten för barn med problem, vilken leds av doktor Gustav Jonsson [3].
- 26 juli – Den amerikanska underrättelsetjänsten CIA skapas.

### Augusti
- Augusti – Inbördeskrig i Grekland [12].
- 7 augusti – Kon-Tiki, Thor Heyerdahls flotte av balsaträ grundstöter på Raroia i Tuamotuöarna efter en seglats på när 7 000 km under 101 dagar. Heyerdahl visar därmed att det varit möjligt för forntida människor att ta sig över Stilla Havet från Sydamerika [6].
- 14 augusti – Pakistan blir självständigt från brittiska imperiet. Trots att övergången sker vid midnatt efter detta datum räknar Pakistan detta datum som självständighetsdag.
- 15 augusti – Indien och Pakistan separerar efter förhandlingar i London [1], och Indien får efter åratal av icke-vålds-protester sin självständighet.
- 31 augusti – Ungern går till parlamentsval, och kommunisterna vinner ett val fyllt av oegentligheter [1].

### September
• 10 september - Skara domkyrka fattar eld 
- 15 september - Det svenska företaget Hennes, ena delen av Hennes & Mauritz, grundas av Erling Persson, som öppnar den första butiken i Västerås i Sverige. De säljer vid denna tid (1947) enbart damkläder

- 20 september
  - 1 983 personer omkommer och 1 616 skadas vid översvämningar på ön Honshu i Japan [12].
  - Norrköpings stadsteater invigs [3].
- 29 september – Elransonering införs i Sverige på grund av det försämrade bränsleläget.
- 30 september – Kominform bildas [12].

### Oktober

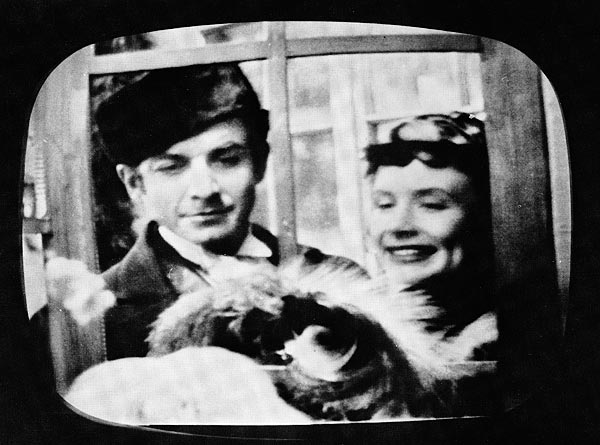
TV sänds för första gången på försök i Sverige.

- 10 oktober – Sveriges Akademikers Centralorganisation (SACO) bildas i Sverige [1].
- 14 oktober  – Det amerikanska raketflygplanet Bell X-1 flyger i 1.078 kilometer i timmen, och passerar ljudvallen [6], först i världen [12], och Chuck Yeager är testpilot.
- 26 oktober – Vid Hymettos i Grekland kolliderar ABA:s Douglas DC-4 ”Sunnan” med bergets högsta topp, och 44 personer omkommer [8].

### November

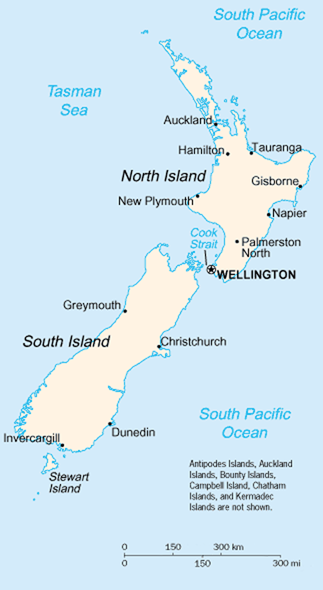
Nya Zeeland självständigt.

- 4 november – Den svenska regeringen förbjuder bilkörning på söndagar för att minska den dyrbara bensinimporten [3], sänka bensinförbrukningen och ge Sverige en bättre handelsbalans [4].
- 6 november – Sovjetunionens utrikesminister Vjatjeslav Molotov meddelar att även sovjetiska vetenskapsmän nu kan framställa kärnvapen [1].
- 8 november – Det svenska halvstatliga AB Atomenergi bildas [3] för att anskaffa och renframställa uran samt bedriva verksamhet för att kunna bygga en forskningsreaktor.
- 18 november – 21 personer omkommer då ett svenskt Bristol Freighter-flygplan på väg hem till Sverige från Etiopien, med besättningar som levererat svenska B 17-flygplan, kolliderar med Monte Carro norr om Scala.[8][13]
- 20 november – Brittiska prinsessan Elisabeth gifter sig med Philip Mountbatten [6].
- 21 november
  - Oppositionspartier i Polen och Ungern upplöses av de kommunistiska regimerna.
  - Diplomatiska relationer återupprättas mellan Finland och Kanada.[14]
- 23 november – 23 stater undertecknar GATT-avtalet som liberaliserar världshandeln [1].
- 25 november – Nya Zeeland blir självständigt från Storbritannien.
- 28 november
  - Experimentsändning med television genomförs vid Tekniska högskolan i Stockholm [1].
  - TV sänds för första gången på försök i Sverige [3].
- 29 november
  - FN:s generalförsamling beslutar i en omröstning att dela Brittiska Palestinamandatet mellan judar och araber [1].
  - Esarpsmannen, mjölnaren Nils Andersson, frikänns och försätts på fri fot.

### December
- 4 december – Tennessee Williams Linje Lusta, med Marlon Brando, har premiär i New York [6].
- 10 december – André Gide får Nobelpriset i litteratur [6].
- 16 december – Transistorn uppfinns vid Bell Laboratories av William Shockley.[15]
- 17 december – Saarland blir en autonom stat i ekonomisk union med Frankrike.[16]
- 20 december – Filmen Mästerdetektiven Blomkvist efter Astrid Lindgrens bok har premiär [6].
- 30 december – Rumänien blir folkrepublik.
- 31 december – Vid nyårsfirandet på Skansen läses Nyårsklockan av skådespelaren Olof Widgren, medan en bandad upptagning av Anders de Wahl sänds i Sveriges Radio. Detta arrangemang kommer att fortgå till 1955 (året före de Wahls död).

### Okänt datum
- I en grotta i och runt Wadi Qumran, nära ruinerna av den antika bosättningsplatsen Khirbet Qumran vid Döda havets nordvästra sal, hittas de så kallade Dödahavsrullarna.[17]
- Gunnar Myrdal blir exekutivsekreterare för FN:s ekonomiska kommission för Europa.
- Sveriges finansminister Ernst Wigforss driver igenom en radikal skattereform, som medför en utjämning av inkomstfördelningen och möjliggör de sociala reformerna. Inkomstskatten höjs, bolagsskatt, progressiv förmögenhetsskatt och kvarlåtenskapsskatt (arvskatt) införs.
- Bostadsbidrag införs i Sverige.
- Lika lön för statlig tjänst införs i Sverige.
- Den svenska regeringen tillsätter en utredning om möjligheten att införa allmän tjänstepension.
- Det svenska luftfartsverket bildas.
- I Sverige antas jordbrukspolitiska riksdagsbeslut för efterkrigstidens strukturomvandling [18].
- Jordbruksreglering införs i Sverige. Jordbrukens ekonomi skall förbättras genom strukturrationalisering. Lantbruksnämnder (en i varje län) inrättas för att leda omvandlingen.
- Sverige undertecknar GATT-avtalet, som sänker tullarna på världsmarknaden.
- Folkuniversitetet blir ett av de erkända svenska studieförbunden. Det blir också samarbetsorgan för universiteten i Uppsala, Stockholm, Lund, Göteborg och Umeå.
- Det svenska läkemedelsföretaget Pharmacias blodersättningsmedel Dextran lanseras och kommer att utgöra basen i företagets framväxt.
- Det svenska postorderföregatet Ellos grundas.
- Michail Kalasjnikov konstruerar världens mest tillverkade handeldvapen AK-47.
- I England i Storbritannien utökas skolplikten från att tidigare ha upphört vid 15 års ålder till att upphöra vid 16 års ålder.
- I Sverige serveras Stockholms första kostnadsfria skolmåltider.
- Marabou lanserar Non stop-linserna i Sverige.
- I Sverige börjar elspisar, kyl och frys samt tvätt- och diskmaskiner installeras allmänt [3].
- Första Sverige-omfattande insamlingen av returpapper [3].
- New Look-modet med halvkort kjol introduceras till Sverige från Paris [3].
- Sveriges riksdag inför RÅ-ämbetet [3].
- Sveriges första snabbköp öppnas på Odengatan  i Stockholm [19].
- Volvo PV 444 lanseras [20].
- Nyströms karosserifabrik introducerar säkerhetshytt för lastbilar [20]

## Födda

### Första kvartalet

#### Januari
- 1 januari – Vladimir Titov, rysk kosmonaut.
- 3 januari
  - Mats Olin, svensk skådespelare. (död 2023)
  - Seweryn Krajewski, polsk skådespelare.
- 5 januari – Mike DeWine, amerikansk republikansk politiker, senator.
- 6 januari – Sandy Denny, brittisk sångare. (död 1978)
- 8 januari
  - David Bowie, brittisk rocksångare. (död 2016)
  - Marina Nejolova, rysk skådespelare.
  - Samuel Schmid, schweizisk politiker, president 2005.
- 9 januari
  - Christer Rahm, svensk skådespelare.
  - Ittoku Kishibe, japansk skådespelare.
- 10 januari – Gegong Apang, indisk politiker, chefsminister i Arunachal Pradesh.
- 13 januari – Jaroslav Drbohlav, tjeckisk skådespelare. (död 1985)
- 14 januari – Beverly Perdue, amerikansk demokratisk politiker, guvernör i North Carolina 2009–2013.
- 18 januari – Takeshi Kitano, japansk skådespelare, konstnär, poet och filmregissör.
- 19 januari
  - Leszek Balcerowicz, polsk nationalekonom och politiker, Polens finansminister 1989–1991 och 1997–2000 samt centralbankschef 2001–2007.
  - Stefan Borsch, svensk dansbandssångare.
- 21 januari – Michael "Micha" Gabay, svensk skådespelare.
- 22 januari – Vladimir Oravsky, svensk författare.
- 23 januari
  - Ann-Charlotte Alverfors, svensk författare. (död 2018)
  - Joe Baca, amerikansk demokratisk politiker, kongressledamot 1999–2013.
- 24 januari – Giorgio Chinaglia, italiensk fotbollsspelare. (död 2012)
- 25 januari – Tostão, brasiliansk fotbollsspelare.
- 26 januari
  - Mark Dayton, amerikansk demokratisk politiker, senator.
  - Patrick Dewaere, fransk skådespelare. (död 1982)
  - Richard Portnow, amerikansk skådespelare.
- 27 januari – Björn Afzelius, svensk musiker, kompositör, textförfattare och sångare. (död 1999)
- 28 januari
  - Pia Green, svensk skådespelare.
  - Niklas Falk, svensk skådespelare.
  - Jeanne Shaheen, amerikansk demokratisk politiker, senator.
  - Per Wendel, svensk journalist. (död 2005)
- 29 januari
  - Linda B. Buck, amerikansk nobelpristagare.
  - David Byron, brittisk rocksångare, medlem i Uriah Heep. (död 1985)
- 31 januari – Nolan Ryan, amerikansk basebollspelare.

#### Februari
- 1 februari
  - Clark Olofsson, svensk brottsling.
  - Erik Åsbrink, svensk civilekonom och socialdemokratisk politiker, finansminister 1996–1999.
- 2 februari – Farrah Fawcett, amerikansk skådespelare och fotomodell. (död 2009)
- 3 februari
  - Emil Paul Tscherrig, romersk-katolsk titulärärkebiskop och nuntie.
  - Melanie Safka, amerikansk sångare och låtskrivare. (död 2024)
  - Stephen McHattie, amerikansk skådespelare.
  - Maurizio Micheli, italiensk skådespelare.
- 4 februari
  - Sanford Bishop, amerikansk demokratisk politiker.
  - Dennis C. Blair, amerikansk amiral.
  - Dan Quayle, amerikansk politiker.
- 7 februari
  - Caisa Westling, svensk filmproducent, projektledare och inspelningsledare.
  - Wayne Allwine, amerikansk röstskådespelare. (död 2009)
- 14 februari – Pham Tuân, vietnamesisk kosmonaut.
- 15 februari
  - Marisa Berenson, amerikansk skådespelare.
  - Wenche Myhre, norsk sångare.
- 16 februari – Veríssimo Correia Seabra, ledare för Guinea-Bissaus militärjunta 2003. (död 2004)
- 18 februari
  - Eliot Engel, amerikansk demokratisk politiker.
  - Christina, nederländsk prinsessa. (död 2019)
- 20 februari – Peter Strauss, amerikansk skådespelare.
- 23 februari – Pia Kjærsgaard, dansk politiker.
- 24 februari
  - Edward James Olmos, amerikansk skådespelare.
  - Jelena Solovej, rysk skådespelare.
- 25 februari – Lee Evans, amerikansk friidrottare. (död 2021)
- 26 februari – Sandie Shaw, brittisk sångerska.
- 27 februari – Deniz Gezmiş, turkisk kommunistledare. (död 1972)

#### Mars
- 2 mars – Jurij Bogatyrjov, sovjetisk skådespelare. (död 1989)
- 3 mars – Tan Sri Samsudin Osman, malaysisk politiker, ledare för Putrajaya.
- 6 mars
  - Dick Fosbury, amerikansk höjdhoppare med ny stil, Fosburys flop. (död 2023)
  - Sinikka Mönkäre, finländsk socialdemokratisk politiker.
  - Terry Whitmore, amerikansk desertör, bosatt i Sverige. (död 2007)
- 7 mars – Inger Ericsson, producent på Göteborgs Konserthus.
- 12 mars – Jan-Erik Enestam, finländsk politiker (sfp).
- 13 mars – Åsa Sjöström, svensk regissör.
- 14 mars – William J. Jefferson, amerikansk politiker.
- 15 mars – Ry Cooder, amerikansk musiker.
- 17 mars – Jan Andersson, svensk socialdemokratisk politiker, EU-parlamentariker från 1995.
- 19 mars – Glenn Close, amerikansk skådespelare.
- 20 mars – Samuel Kobia, generalsekreterare i Kyrkornas världsråd.
- 24 mars – Meiko Kaji, japansk skådespelare och sångerska.
- 25 mars – Elton John, brittisk musiker och kompositör.

### Andra kvartalet

#### April
- 2 april – Emmylou Harris, amerikansk countrysångerska.
- 5 april – Anki Lidén, svensk skådespelare.
- 6 april – John Ratzenberger, amerikansk skådespelare.
- 7 april – Ulf Brunnberg, svensk skådespelare.
- 9 april – Maria-Pia Boëthius, svensk feminist, journalist och författare.
- 10 april
  - Lena-Maria Gårdenäs-Lawton, svensk sångerska.
  - Bunny Wailer, jamaicansk musiker (Neville O'Riley Livingston), grundare av The Wailers. (död 2021)
- 11 april – Åsa-Lena Hjelm, svensk skådespelare.
- 12 april
  - Tom Clancy, amerikansk författare. (död 2013)
  - David Letterman, amerikansk TV-personlighet.
- 15 april – Lois Chiles, amerikansk skådespelare
- 16 april
  - Kareem Abdul-Jabbar, amerikansk skådespelare och basketspelare.
  - Lee Kerslake, brittisk trummis. (död 2020)
  - Gerry Rafferty, brittisk popmusiker. (död 2011)
- 18 april
  - James Woods, amerikansk skådespelare.
  - Moses Blah, president i Liberia augusti–oktober 2003. (död 2013)
  - Herbert Mullin, amerikansk seriemördare. (död 2022)
- 20 april
  - Peder Falk, svensk skådespelare. (död 2024)
  - Margareta Gudmundson, svensk skådespelare.
  - Björn Skifs, svensk sångare och skådespelare.
- 21 april – Iggy Pop, musiker och sångare.
- 23 april
  - Blair Brown, amerikansk skådespelare.
  - Bernadette Devlin, nordirländsk politiker, den yngsta som suttit i det brittiska parlamentet.
  - Christer Pettersson, svensk kriminell, huvudmisstänkt för Palmemordet. (död 2004)
- 24 april – Josep Borell Fontelles, spansk politiker, talman i Europaparlamentet från 2004.
- 25 april – Mohammad Najibollah, afghansk politiker, Afghanistans president 1986–1992. (död 1996)
- 27 april – G.K. Butterfield, amerikansk demokratisk politiker, kongressledamot 2004–2022.
- 30 april – Mats Odell, svensk politiker (kristdemokrat), kommunikationsminister 1991–1994.

#### Maj
- 2 maj – Peter Welch, amerikansk demokratisk politiker, senator 2023–.
- 4 maj – Colin Breed, brittisk parlamentsledamot för Liberal Democrats. (död 2024)
- 6 maj – Gunilla Lindberg, svensk vicepresident i Internationella Olympiska Kommittén.
- 11 maj – Butch Trucks amerikansk trummis, medgrundare av The Allman Brothers Band. (död 2017)
- 16 maj – Mats Åhlberg, svensk ishockeyspelare.
- 18 maj – Anders Ahlbom, svensk skådespelare.
- 19 maj – Christopher Chope, brittisk parlamentsledamot för Conservative Party 1983–1992, 1997-.
- 20 maj – Sven-Arne Hökenström,

svensk graffitipionjär och konstnär.
- 25 maj – Flavio Bucci, italiensk skådespelare. (död 2020)
- 27 maj – Peter DeFazio, amerikansk demokratisk politiker, kongressledamot 1987–2023.
- 28 maj
  - Per Carleson, svensk ljudtekniker, mixare, regissör, manusförfattare, producent, kompositör och filmklippare. (död 2022)
  - Lynn Johnston, kanadensisk serieskapare.
- 31 maj – Alfred de Zayas, kubansk-amerikansk folkrättsjurist, historiker och författare.

#### Juni
- 1 juni
  - Ronnie Wood, brittisk gitarrist, medlem i The Rolling Stones.
  - Jonathan Pryce, brittisk skådespelare.
- 2 juni
  - Clarence Page, amerikansk skådespelare, journalist och författare.
  - Marie-Hélène Breillat, fransk skådespelare.
- 5 juni – Laurie Anderson, amerikansk musiker.
- 6 juni – David Blunkett, brittisk politiker, inrikesminister 2001–2004.
- 7 juni
  - Mia Benson, svensk skådespelare och manusförfattare.
  - Annette Brooke, brittisk politiker.
- 10 juni
  - Randy Edelman, amerikansk kompositör för TV-serier och film.
  - Solbjørg Højfeldt, dansk skådespelare och teaterregissör.
- 11 juni – Jan von Melen, svensk skådespelare.
- 12 juni – Rose Lagercrantz, svensk författare.
- 13 juni – Jerry Nadler, amerikansk demokratisk politiker, kongressledamot 1992-.
- 15 juni – Alain Aspect, fransk fysiker.
- 18 juni – Hanns Zischler, tysk skådespelare, regissör och manusförfattare.
- 19 juni
  - Paula Koivuniemi, finländsk sångerska.
  - Salman Rushdie, indisk-brittisk författare.
  - James T. Walsh, amerikansk republikansk politiker, kongressledamot 1989–2009.
- 21 juni
  - Shirin Ebadi, iransk aktivist, nobelpristagare.
  - Dana Rohrabacher, amerikansk republikansk politiker, kongressledamot 1989–2019.
- 22 juni – Jerry Rawlings, president i Ghana 1981–2001. (död 2020)
- 23 juni – Hardy Nilsson, svensk ishockeyspelare och förbundskapten.
- 24 juni
  - Mick Fleetwood, brittisk trummis och frontfigur i Fleetwood Mac.
  - Peter Weller, amerikansk skådespelare.
- 25 juni – Jimmie Walker, amerikansk skådespelare.
- 30 juni – Vladimir Petrov, sovjetisk ishockeyspelare. (död 2017)

### Tredje kvartalet

#### Juli
- 1 juli – Malcolm Wicks, brittisk parlamentsledamot för Labour 1992–2012. (död 2012)
- 2 juli – Lars Dejert, svensk skådespelare. (död 2024)
- 4 juli – Juha Widing, svensk ishockeyspelare. (död 1984)
- 5 juli – Todd Akin, amerikansk republikansk politiker, kongressledamot 2001–2013. (död 2021)
- 6 juli – Shelley Hack, amerikansk skådespelare.
- 7 juli
  - Gyanendra, kung av Nepal.
  - Göran Hägg, svensk författare och litteraturvetare. (död 2015)
- 9 juli – Eddie Axberg, svensk ljudtekniker och skådespelare.
- 11 juli
  - John Holt, jamaicansk sångare, kompositör och sångtextförfattare. (död 2014)
  - Bo Lundgren, svensk moderatledare 1999–2003.
- 12 juli – Anne Marie Løn, dansk författare.
- 14 juli – Ulla-Lena Lundberg, finlandssvensk författare.
- 17 juli
  - Camilla, brittisk drottning.
  - Wolfgang Flür, tysk musiker, medlem i Kraftwerk 1973–1987.
  - Lena Strömdahl, svensk skådespelare.
- 19 juli – Brian May, brittisk musiker, gitarrist i Queen.
- 20 juli
  - Carlos Santana, mexikansk rockmusiker.
  - Gerd Binnig, tysk fysiker, nobelpristagare.
- 21 juli – Jimmy Duncan, amerikansk republikansk politiker.
- 22 juli – Albert Brooks, amerikansk regissör och skådespelare.
- 23 juli
  - Gardner Dozois, amerikansk redaktör och science fiction-författare. (död 2018)
  - David Meyer, brittisk skådespelare.
- 24 juli – Loa Falkman, svensk operasångare och skådespelare.
- 25 juli – Aljaksandr Milinkevitj, belarusisk politiker.
- 27 juli – Rade Šerbedžija, kroatienserbisk skådespelare.
- 30 juli
  - Arnold Schwarzenegger, österrikisk-amerikansk skådespelare och bodybuilder, Kaliforniens 38:e guvernör.
  - Claes Janson, svensk sångare, skådespelare.
- 31 juli
  - Mumtaz, indisk skådespelare.
  - Joe Wilson, amerikansk republikansk politiker, kongressledamot 2001–.
  - Johan Rabaeus, svensk skådespelare.

#### Augusti
- 3 augusti – Vítězslav Jandák, tjeckisk skådespelare.
- 10 augusti
  - Ian Anderson, brittisk sångare, gitarrist, flöjtist, medlem i Jethro Tull.
  - Anwar Ibrahim, malaysisk politiker, vice regeringschef 1993–1998.
  - Sten Berglund, svensk statsvetare. (död 2024)
- 12 augusti – Gunnar Svedberg, svensk professor, rektor vid Mitthögskolan 1999–2003, rektor vid Göteborgs universitet från 2003.
- 13 augusti – Margareta Winberg, svensk socialdemokratisk politiker, vice statsminister, 2002–2003.
- 16 augusti
  - Kenneth Milldoff, svensk skådespelare. (död 2015)
  - Carol Moseley Braun, amerikansk demokratisk politiker och diplomat, senator 1993–1999.
- 22 augusti – Robert E. Cramer, amerikansk demokratisk politiker, kongressledamot 1991–2009.
- 23 augusti – David Robb, brittisk skådespelare.
- 24 augusti
  - Joe Manchin, amerikansk politiker, guvernör i West Virginia 2005–2010, senator 2010–2025.
  - Steve Pearce, amerikansk republikansk politiker, kongressledamot 2003–2009.
- 27 augusti – Solveig Andersson, svensk skådespelare. (död 2022)
- 28 augusti – Emlyn Hughes, engelsk fotbollsspelare. (död 2004)
- 29 augusti
  - James Hunt, brittisk racerförare. (död 1993)
  - Ray Wise, amerikansk skådespelare.
- 31 augusti – Jonas Uddenmyr, svensk skådespelare.

#### September
- 1 september
  - Al Green, amerikansk demokratisk politiker, kongressledamot 2005-.
  - Gulbuddin Hekmatyar, afghansk regeringschef 1993–1994.
- 3 september
  - Kjell Magne Bondevik, norsk politiker, statsminister 1997–2000.
  - Michael Connarty, brittisk parlamentsledamot för Labour Party från 1992.
- 4 september – David St. James, amerikansk skådespelare.
- 6 september
  - Jane Curtin, amerikansk skådespelare.
  - John Kline, amerikansk republikansk politiker, kongressledamot 2003–2017.
- 7 september – Gunilla Olsson, svensk skådespelare.
- 8 september – Halldór Ásgrímsson, isländsk regeringschef 2004–2006. (död 2015)
- 14 september – Sam Neill, nyzeeländsk skådespelare, född på Nordirland.
- 16 september – Michael McNulty, amerikansk demokratisk politiker, kongressledamot 1989–2009.
- 18 september
  - Drew Gilpin Faust, amerikansk historiker, administratör och den första kvinnliga rektorn vid Harvarduniversitetet.
  - Thomas Wiehe, svensk musiker.
- 19 september – Steve Bartlett, amerikansk republikansk politiker.
- 20 september – Göran Lagerberg, svensk sångare, musiker och kompositör, medlem i Tages.
- 21 september – Stephen King, amerikansk skräckförfattare.
- 23 september
  - Jerzy Popiełuszko, polsk romersk-katolsk präst. (död 1984)
  - Caroline Lagerfelt, svensk skådespelare.
- 26 september – Lynn Anderson, amerikansk countrysångare. (död 2015)
- 27 september
  - Meat Loaf, amerikansk rocksångare. (död 2022)
  - Vic Snyder, amerikansk demokratisk politiker.
- 29 september – Martin Ferrero, amerikansk skådespelare.
- 30 september
  - Marc Bolan, brittisk musiker. (död 1997)
  - Hans Lundgren, svensk kördirigent.

### Fjärde kvartalet

#### Oktober
- 1 oktober
  - Stephen Collins, amerikansk skådespelare.
  - Kate Fitzpatrick, australisk skådespelare.
- 3 oktober – Charlie Melancon, amerikansk demokratisk politiker.
- 4 oktober
  - Stefan Persson, svensk företagsledare, VD för Hennes & Mauritz 1982–1997.
  - Ann Widdecombe, brittisk politiker.
- 5 oktober – Brian Johnson, brittisk musiker, sångare i AC/DC.
- 7 oktober – Eva Kristin Tangen, svensk skådespelare.
- 9 oktober – France Gall, fransk sångare. (död 2018)
- 13 oktober – Sammy Hagar, amerikansk musiker, sångare i Van Halen.
- 15 oktober
  - Alessandro Ghibellini, italiensk vattenpolospelare.
  - János Steinmetz, ungersk vattenpolospelare. (död 2007)
- 16 oktober
  - Guy Siner, brittisk skådespelare.
  - David Zucker, amerikansk filmregissör, producent och manusförfattare.
- 17 oktober
  - Gene Green, amerikansk demokratisk politiker, kongressledamot 1993–2019.
  - Luc Jouret, fransk sektledare, grundare av Soltempelorden. (död 1994)
- 19 oktober – Ildikó Bánsági, ungersk skådespelare.
- 20 oktober – Hadi Awang, malaysisk politiker, chefsminister i Terengganu 1999–2004.
- 23 oktober – Abd al-Aziz ar-Rantissi, en av Hamas ledare. (död 2004)
- 24 oktober – Kevin Kline, amerikansk skådespelare.
- 26 oktober
  - Sören Boström, svensk bandyspelare. (död 2022)
  - Hillary Clinton, amerikansk politiker.
- 27 oktober – Angus MacInnes, kanadensisk skådespelare. (död 2024)
- 29 oktober
  - Richard Dreyfuss, amerikansk skådespelare.
  - Jerry Martinger, svensk jurist och politiker.
- 30 oktober
  - Thomas Lindstein, svensk professor, rektor vid Mitthögskolan 2003–2008. (död 2018)
  - Sven Melander, svensk programledare, skådespelare och journalist. (död 2022)

#### November
- 1 november – Gito Rollies, indonesisk skådespelare. (död 2008)
- 2 november – Håkan Lans, svensk ingenjör och uppfinnare.
- 4 november – John Yarmuth, amerikansk demokratisk politiker och publicist.
- 5 november – Peter Noone, engelsk musiker, sångare i Herman Hermits.
- 9 november – Camilla Stærn, svensk operasångerska och skådespelare. (död 1993)
- 10 november – Lickå Sjöman, svensk skådespelare. (död 2021)
- 12 november – Patrice Leconte, fransk filmregissör.
- 15 november – Bill Richardson, amerikansk politiker. (död 2023)
- 19 november
  - Anfinn Kallsberg, färöisk politiker, regeringschef 1998–2005. (död 2024)
  - Lilita Ozoliņa, lettisk skådespelare. (död 2023)
  - Lamar S. Smith, amerikansk republikansk politiker.
- 20 november – Joe Walsh, amerikansk gitarrist i rockbandet Eagles
- 24 november – Eva Lundgren, svensk professor i sociologi.
- 28 november – Gustav Hasford, amerikansk författare. (död 1993)

#### December
- 1 december – Pierre Isacsson, svensk sångare. (död 1994)
- 3 december – Patricia Krenwinkel, kriminell, en av Charles Mansons flickor.
- 5 december – Zjugderdemidijn Gurragtja, mongolisk kosmonaut.
- 8 december – Gregg Allman, amerikansk rock- och bluessångare och keybordartist, medgrundare av The Allman Brothers Band. (död 2017)
- 18 december – Bill Posey, amerikansk republikansk politiker, kongressledamot 2009-.
- 21 december – Zoe Lofgren, amerikansk demokratisk politiker, kongressledamot 1995-.
- 28 december
  - Mustafa Akıncı, Nordcyperns president.
  - Spencer Bachus, amerikansk republikansk politiker, kongressledamot 1993–2015.
- 29 december
  - Cozy Powell, brittisk trummis. (död 1998)
  - Ted Danson, amerikansk skådespelare.
- 31 december
  - Burton Cummings, kanadensisk rocksångare.
  - Tim Matheson, amerikansk skådespelare.

### Okänt datum
- Peter Backhaus, svensk konstnär.

## Avlidna

### Första kvartalet

#### Januari
- 1 januari – Pearl Argyle, 36, brittisk ballerina.
- 5 januari – Ovington Weller, 84, amerikansk republikansk politiker, senator 1921–1927.
- 11 januari
  - Lynn Frazier, 72, amerikansk politiker, guvernör i North Dakota 1917–1921, senator 1923–1941.
  - John Wallin, 54, svensk skådespelare.
- 23 januari – Marcus A. Coolidge, 81, amerikansk demokratisk politiker, senator 1931–1937.
- 25 januari – Al Capone, 48, amerikansk gangster.
- 26 januari
  - Prins Gustaf Adolf, 40, svensk arvprins[3], flygolycka[8].
  - Grace Moore, 48, amerikansk sångerska, flygolycka[8].
- 27 januari – Adolf Rising, 80, svensk apotekare, grundare av Astra.
- 28 januari – Reynaldo Hahn, 72, venezuelansk-fransk tonsättare.

#### Februari
- 2 februari – Tottan Skantze, 54, svensk skådespelare.
- 4 februari – Luigi Russolo, 61, italiensk konstnär och kompositör.
- 5 februari – Hans Fallada, 53, tysk författare.
- 6 februari – O. Max Gardner, 64, amerikansk politiker.
- 8 februari – Josephine Bakhita, sudanesisk slav, barnflicka och helgon.
- 14 februari – Mauritz Eriksson, 58, svensk sportskytt.
- 24 februari – Pierre Janet, 87, fransk psykolog.

#### Mars
- 7 mars
  - Theodor Hansén, 79, svensk lantbrukare och politiker (frisinnad).
  - Josef Meisinger, 47, tysk SS-officer, dömd krigsförbrytare.
- 9 mars – Carrie Chapman Catt, 88, amerikansk rösträttskvinna.
- 12 mars
  - Walter Samuel Goodland, 84, amerikansk republikansk politiker, guvernör i Wisconsin 1943–1947.
  - Smith Wigglesworth, 87, brittisk predikant.
- 20 mars – Sigurd Wallén, 62, svensk skådespelare, sångare, manusförfattare och regissör.
- 31 mars – Albert Friedrich Speer, 83, tysk arkitekt.

### Andra kvartalet

#### April
- 1 april
  - Georg II, 56, kung av Grekland 1922–1924 och 1935–1947.
  - Franz Seldte, 64, tysk nazistisk politiker.
- 6 april – Herbert Backe, 50, tysk nazistisk politiker.
- 7 april – Henry Ford, 83, amerikansk industripionjär.
- 10 april – Charles Bally, 82, schweizisk språkforskare.
- 16 april – Rudolf Höss, 46, tysk SS-officer, kommendant i Auschwitz.
- 18 april – Jozef Tiso, 59, slovakisk politiker och präst.
- 20 april – Kristian X, 76, kung av Danmark[1] sedan 1912 och av Island 1918–1944.
- 24 april – Willa Cather, 73, amerikansk författare.
- 25 april
  - Julia Althin, 94, svensk författare.
  - Friedrich Wilhelm Kritzinger, 57, tysk nazistisk politiker.

#### Maj
- 11 maj – Ture Rangström, 62, svensk tonsättare.
- 16 maj – Frederick Hopkins, 85, brittisk biokemist, nobelpristagare.
- 18 maj – Lord Edmund Talbot, 91, brittisk politiker.
- 29 maj – Franz Böhme, 62, österrikisk general.

#### Juni
- 1 juni – Anna Hofman-Uddgren, 79, svensk skådespelare, varietéartist, manusförfattare, teaterledare och regissör.
- 6 juni – Władysław Raczkiewicz, 62, polsk politiker.
- 11 juni – David I. Walsh, 74, amerikansk demokratisk politiker.
- 17 juni – Gunhild Robertson, 62, svensk skådespelare.
- 20 juni
  - Howard Gore, 69, amerikansk republikansk politiker, USA:s jordbruksminister 1924–1925.
  - Bugsy Siegel, 41, amerikansk gangster.
- 26 juni – Richard Bedford Bennett, 76, kanadensisk politiker, premiärminister 1930–1935.
- 28 juni – Stanislav Kostka Neumann, 72, tjeckisk poet och översättare.

### Tredje kvartalet

#### Juli
- 1 juli – Ivar Aavatsmark, 82, norsk militär och politiker, försvarsminister 1919–1920 och 1921–1923.
- 3 juli – August Strömberg, 86, svensk skomakare och spelman.
- 9 juli – Lucjan Żeligowski, 81, polsk militär och politiker.
- 15 juli – Gustavo Giovannoni, 74, italiensk arkitekt.
- 17 juli – Raoul Wallenberg, 34, svensk diplomat (enligt ryska myndigheter död denna dag).
- 19 juli
  - Aung San, 32, burmesisk politiker.
  - Robert Latham Owen, 91, amerikansk demokratisk politiker, senator 1907–1925.
- 24 juli – Ernest Austin, 72, brittisk kompositör.
- 26 juli – Sture Appelberg, 61, svensk journalist och författare.
- 30 juli – Joseph Cook, 86, australisk politiker, premiärminister 1913–1914.

#### Augusti
- 1 augusti – Bernhard Larsson, 67, svensk sportskytt.
- 10 augusti – Elisabeth Anrep-Nordin, 90, svensk döv- och blindpedagog.
- 17 augusti – Prins Eugen, 82, svensk prins och konstnär[3].
- 21 augusti – Theodore G. Bilbo, 69, amerikansk politiker, senator 1935-1947.
- 30 augusti – Per-Olof Arvidsson, 82, svensk sportskytt.

#### September
- 11 september – Victor Horta, 86, belgisk arkitekt och formgivare.
- 16 september – Mikko Ampuja, 64, finländsk politiker.

### Fjärde kvartalet

#### Oktober
- 3 oktober – Henrik Schück, 91, svensk litteraturhistoriker, ledamot av Svenska Akademien 1913–1947.
- 4 oktober – Max Planck, 89, tysk fysiker, nobelpristagare.
- 6 oktober – Leevi Madetoja, 60, finländsk kompositör.
- 13 oktober – Sidney Webb, 88, brittisk socialistisk reformator.
- 17 oktober – Arthur Hyde, 70, amerikansk republikansk politiker, USA:s jordbruksminister 1929–1933.
- 30 oktober – Fredrik Ramel, 74, svensk diplomat och ämbetsman.

#### November
- 1 november – Tilly Aston, 73, australisk författare.
- 5 november – Fritz Schumacher, 78, tysk arkitekt och stadsplanerare.
- 22 november – James J. Davis, 74, walesisk-amerikansk politiker.
- 28 november – Philippe Leclerc, 45,  fransk general och krigshjälte, död i flygolycka.

#### December
- 1 december – Aleister Crowley, 72, brittisk äventyrare, poet och ockultist.
- 11 december – Aleksandër Stavre Drenova, 75, albansk poet.
- 14 december – Stanley Baldwin, 80, brittisk politiker, premiärminister 1923–1924, 1924–1929 och 1935–1937.
- 15 december – Arthur Machen, 84, brittisk författare.
- 20 december – Viktor Ståhle, 81, svensk väg- och vattenbyggnadsingenjör.
- 24 december
  - Gottfrid Larsson, 72, svensk konstnär.
  - Clement Calhoun Young, 78, amerikansk politiker, guvernör i Kalifornien 1927–1931.
- 28 december – Viktor Emanuel III, 78, italiensk kung.
- 30 december
  - Han van Meegeren, 58, nederländsk mästerförfalskare.
  - Alfred North Whitehead, 86, brittisk filosof och matematiker.

## Nobelpris[21]
- Fysik – Sir Edward V Appleton, Storbritannien
- Kemi – Sir Robert Robinson, Storbritannien
- Medicin
  - Carl Cori, USA
  - Gerty Cori, USA
  - Bernardo Alberto Houssay, Argentina
- Litteratur – André Gide, Frankrike
- Fred
  - Kväkarna, Storbritannien
  - Kväkarna, USA

### Fotnoter
1. 1 2 3 4 5 6 7 8 9 10 11 12 13 14 15 16 17 18 19 20 21  20:e århundrades När Var Hur – 1947, Bernt Himmelstedt, Forum, 1999
2. ↑  ”FOA – 1947”. http://www.foa.dk/Forbund/Om-FOA/FOAs-historie/1940erne/Husassistenternes%20Forbund%20aendrer%20navn.
3. 1 2 3 4 5 6 7 8 9 10 11 12 13 14 15 16 17 18 19  Hundra år i Sverige – 1947, Hans Dahlberg, Albert Bonniers, 1999
4. 1 2 3 4 5 6 7  Sverige 1900-talet – 1947, NE, Bra Böcker, 2000
5. 1 2  Faktakalendern 2000 – 1947, Semic, 1999
6. 1 2 3 4 5 6 7 8 9 10 11 12 13  100 år med Aftonbladet – 1947, 1999
7. ↑  Faktakalendern 1997, Semic, 1996
8. 1 2 3 4 5  Faktakalendern 1996, Semic, 1995
9. ↑  ”World Statesmen”. http://www.worldstatesmen.org/Japan.htm.
10. ↑  75 år Sverige, Carl-Adam Nycop, Bokförlaget Bra böcker, 1976, sidan 153 – Kusliga ögonblick på bromma
11. ↑  Sverige 1900-talet – Varmare men från ett kallt utgångsläge, NE, Bra Böcker, 2000
12. 1 2 3 4 5  Faktakalendern 2006, Semic, 2005
13. ↑  ”21 döda i svenska flygvapnets värsta olycka” (på svenska). Populär Historia. Arkiverad från originalet den 28 januari 2016. https://web.archive.org/web/20160128145116/http://www.popularhistoria.se/lasarfragor/2013/06/21-doda-i-svenska-flygvapnets-varsta-olycka/. Läst 6 november 2017.
14. ↑  ”Om ambassadens historia på Finlands ambassad i Ottawas nätsidor”. Arkiverad från originalet den 16 augusti 2016. https://web.archive.org/web/20160816195401/http://finland.ca/public/default.aspx?nodeid=36020&contentlan=3&culture=sv-FI. Läst 30 november 2015.
15. ↑  ”CED in the History of Media Technology (läst 11 april 2011)”. http://www.cedmagic.com/history/transistor-1947.html.
16. ↑  ”World Statesmen (läst 3 april 2011)”. http://www.worldstatesmen.org/Germany.html#Saarland.
17. ↑  "Year by Year 1947" – History Channel International
18. ↑  Sverige 1900-talet – Bonden som försvann, NE, Bra Böcker, 2000
19. ↑  Sverige 1900-talet – KF en folkrörelse med ideal, NE, Bra Böcker, 2000
20. 1 2  Sverige 1900-talet – Kommunikativ, snabb, snål, skön och säker design, NE, Bra Böcker, 2000
21. ↑  ”Nobelpriset”. https://www.nobelprize.org/prizes/lists/all-nobel-prizes/. Läst 10 april 2011.